# 1813 в Україні

## Особи

### Народились
- 17 січня, Гогоцький Сильвестр Сильвестрович (1813—1889) — філософ, історик філософії, представник київської духовно-академічної філософської школи.
- 16 лютого, Гулак-Артемовський Семен Степанович (1813—1873) — український композитор, співак, баритон (бас-баритон), драматичний артист, драматург, автор однієї з перших опер на україномовне лібрето «Запорожець за Дунаєм».
- 17 лютого, Казімєж Любомирський (1813—1871) — польський аристократ, композитор, освітній діяч, меценат.
- 1 березня, Теодор Шемельовський (1813—1871) — посол до Галицького сейму 1-го скликання (1861—1867), адвокат в Самборі.
- 9 серпня, Де Бальмен Яків Петрович (1813—1845) — український художник-аматор, офіцер, автор кількох рукописних повістей.
- 7 вересня, Коритко Еміль Станіславович (1813—1839) — науковець-галичанин, один із перших дослідників етнографії та фольклору словенського народу.
- 4 листопада, Баласогло Олександр Пантелеймонович (1813—1893) — російський громадський діяч, моряк, чиновник, архівіст, поет, публіцист, педагог, фольклорист.
- 28 листопада, Геєвський Степан Лукич (1813—1862) — український і російський словесник, літературознавець, мемуарист, педагог.
- Витвицький Йосип Хомич (1813—1866) — польський та український композитор, піаніст та музичний педагог.
- Гарматій Василь Іванович (1813—1901) — український громадський діяч ХІХ ст. у Галичині.
- Дашкевич Іван Михайлович (1813—1898) — фундатор василіянських монастирів Поділля.
- Процак Гриць (1813—1884) — посол до Галицького сейму 1-го скликання у 1861 році.
- Шашкевич Антін (1813—1880) — український поет І-ї половини XIX ст., автор слів пісні «Там, де Ятрань круто в'ється».
- Яшний Самійло Харитонович (1813 — після 1903) — кобзар.

### Померли
- 5 лютого, Георгій Рибальський (1745—1813) — діяч київського магістрату, війт Києва в 1797—1813 роках.
- 8 лютого, Тадеуш Чацький (1765—1813) — освітянин, економіст, історик, нумізмат.
- 30 травня, Христофор (Сулима) (1750—1813) — ректор Чернігівської духовної семінарії, настоятель полкового Єлецького Успенського монастиря у Чернігові. Єпископ Російської православної церкви (безпатріаршої), єпископ Слобідсько-Український і Харківський РПЦ.
- 7 жовтня, Гликерій Дубицький (1738—1813) — церковний діяч, священик-василіянин, педагог, місіонер, перший ігумен Дрогобицького василіянського монастиря, ігумен Крехівського (1800—1811) і Краснопущанського монастирів (1811—1813).

## Засновані, створені
- Ізмаїльський морський торговельний порт
- Ізмаїльський повіт
- Спасо-Преображенський собор (Кропивницький)
- Церква святого Архістратига Михаїла (Нересниця)
- Церква Успіння Пресвятої Богородиці (Святогорівка)
- Артільне (Лозівський район)
- Калачківці
- Семенівка (Мелітопольський район)